# Zbrodnie nacjonalistów ukraińskich w powiecie horochowskim
Zbrodnie nacjonalistów ukraińskich w powiecie horochowskim – zbrodnie nacjonalistów ukraińskich i miejscowego ukraińskiego chłopstwa (tzw. czerni) na głównie polskiej ludności cywilnej podczas rzezi wołyńskiej w powiecie horochowskim w dawnym województwie wołyńskim w okresie II wojny światowej.
Szczególne nasilenie mordów w powiecie horochowskim to lipiec i sierpień 1943 r. W 21 miejscowościach zginęło powyżej 50 osób, w tym w Zagajach 260. Na terenie powiatu horochowskiego ofiarą zbrodni padło 3 322 Polaków (ustalona, minimalna liczba ofiar). Ponadto zginęło co najmniej 35 Czechów, 24 Żydów, 34 Ukraińców, 4 Rosjan. Ustalono 75 sprawców zbrodni. W co najmniej 32 przypadkach napadów Ukraińcy udzielili Polakom pomocy. Spalonych zostało co najmniej 5 kościołów i 3 kaplice. 
Zbrodnie głównie były dziełem UPA, wzmocnionej w marcu i kwietniu 1943 r. przez dezerterów z ukraińskiej policji, wspomaganej przez ukraińskich chłopów, samoobronę (SKW) i Służbę Bezpeky OUN-B. W niewielkim zakresie jako sprawców wskazuje się oddziały zbrojne melnykowców i bulbowców.
Ogółem nacjonaliści zniszczyli 115 osiedli polskich.

## Miejsca zbrodni i liczba ofiar
- Horochów - ofiarą UPA padło 5 Polaków

### gmina Beresteczko
| Zbrodnie w miejscowościach | Ustalona (minimalna) liczba ofiar |
| -------------------------- | --------------------------------- |
| Antonówka                  | Liczba ofiar nieznana             |
| Beresteczko                | 5 Polaków, 1 Rosjanin             |
| Hołatyn Dolny              | 1 Polak                           |
| Janówka                    | 3 Polaków                         |
| Kołmaczówka                | 35 Polaków                        |
| Lipa                       | 7 Polaków, 1 Ukrainiec            |
| Lipska                     | 2 Polaków                         |
| Lipszczyzna                | Liczba ofiar nieznana             |
| Łobaczówka                 | 40 Polaków                        |
| Naręczyn                   | 4 Polaków                         |
| Peremyl                    | 15 Polaków                        |
| Reymontowicze              | 6 Polaków                         |
| Smolawa                    | Liczba ofiar nieznana             |
| Wolica                     | 10 Polaków                        |
| Zielona                    | 3 Polaków                         |

### gmina Brany
| Zbrodnie w miejscowościach | Ustalona (minimalna) liczba ofiar                                     |
| -------------------------- | --------------------------------------------------------------------- |
| Batorówka                  | 5 Polaków                                                             |
| Boroczyce                  | 10 Polaków, 1 Ukrainiec                                               |
| wieś i majątek Brany       | 71 Polaków                                                            |
| Czerwona                   | Liczba ofiar nieznana (najprawdopodobniej nikt z Polaków nie przeżył) |
| misteczko i wieś Drużkopol | 6 Polaków                                                             |
| Haliczany                  | 4 Polaków                                                             |
| Kupowalce                  | 150 Polaków                                                           |
| Lulówka                    | 87 Polaków, 1 Ukrainiec                                               |
| Nowe Gniezno               | 1 Polak                                                               |
| majątek Pułhany            | 15 Polaków                                                            |
| wieś Pułhany               | 101 Polaków, 3-osobowa rodzina polsko-ukraińska                       |
| majątek Rudka              | Liczba ofiar nieznana                                                 |
| Szeroka                    | 52 Polaków                                                            |
| Zastawie                   | 10 Polaków                                                            |
| Zboryszów Nowy             | 20 Polaków                                                            |

### gmina Chorów
| Zbrodnie w miejscowościach | Ustalona (minimalna) liczba ofiar              |
| -------------------------- | ---------------------------------------------- |
| Aleksandrówka              | 8 Polaków                                      |
| Bakonówka                  | 21 Polaków                                     |
| Beremeszów                 | 6 Polaków                                      |
| Buniawa                    | 34 Polaków                                     |
| Cewelicze                  | 2 Polaków                                      |
| Chorów                     | 1 Ukrainiec                                    |
| Doroginicze                | 3 Polaków                                      |
| Granatów                   | 7 Polaków, 12 osób z rodzin polsko-ukraińskich |
| Horochówka                 | 38 Polaków                                     |
| Janin                      | 50 Polaków                                     |
| Jasionówka                 | 19 Polaków                                     |
| kolonia Krzemieniec        | 40 Polaków                                     |
| Łokacze                    | 37 Polaków                                     |
| Markowicze                 | 6 Polaków                                      |
| Michałówka                 | 7 Polaków                                      |
| Piatykory                  | 3 Polaków                                      |
| Rogowicze                  | 4 Polaków, 1 Ukrainiec                         |
| Szelwów                    | 17 Polaków                                     |
| Wujkowicze                 | 80 Polaków                                     |
| Zahorów Nowy               | 52 Polaków                                     |
| Zahorów Stary              | 70 Polaków                                     |
| Zajęczyce                  | 25 Polaków                                     |
| Zamlicze                   | 118 Polaków                                    |
| Zapust                     | 3 Polaków                                      |

### gmina Kisielin
| Zbrodnie w miejscowościach | Ustalona (minimalna) liczba ofiar                        |
| -------------------------- | -------------------------------------------------------- |
| Aleksandrówa               | 4 Polaków                                                |
| Apanowszczyzna             | 20 Polaków                                               |
| Augustów                   | 17 Polaków                                               |
| Beresk                     | 6 Polaków                                                |
| majątek Chołopecze         | 7 Polaków                                                |
| wieś Chołopecze            | 4 Polaków, 2 Ukraińców, 19 Czechów, 2 Rosjan             |
| Czesnówka                  | 5 Polaków                                                |
| Dąbrowa (koło Mańkowa)     | 14 Polaków                                               |
| Dąbrowa (koło Woronczyna)  | 23 Polaków                                               |
| Dmitrówka                  | 7 Polaków                                                |
| Dunaj                      | 19 Polaków                                               |
| Ferma                      | Liczba ofiar nieznana                                    |
| Helenów                    | 7 Polaków                                                |
| Hubin                      | 2 Polaków                                                |
| Jachimówka                 | 25 Polaków                                               |
| Jamne                      | 14 Polaków                                               |
| Janów                      | 18 Polaków                                               |
| Jasiniec                   | 26 Polaków                                               |
| Jungówka                   | 2 Polaków                                                |
| Kielecka                   | 53 Polaków                                               |
| Kisielin                   | 97 Polaków, 3-osobowa rodzina polsko-ukraińska, 21 Żydów |
| Kisielówka                 | 93 Polaków                                               |
| Kurant                     | 4 Polaków                                                |
| Leonówka                   | 7 Polaków                                                |
| Lipinik                    | 3 Polaków                                                |
| Łuków                      | 4 Polaków                                                |
| Maków                      | 5 Polaków                                                |
| Mańków                     | 8 Polaków, 1 Ukrainiec                                   |
| Marynków                   | 7 Polaków                                                |
| Niedźwiedzie Jamy          | 2 Polaków                                                |
| Oździutycze                | 16 Polaków                                               |
| Rudnia                     | 141 Polaków, 4 Czechów                                   |
| Serniczki                  | 4 Polaków                                                |
| Studynie                   | 4 Polaków                                                |
| Trystak                    | 37 Polaków                                               |
| Tumin                      | 17 Polaków                                               |
| Twerdynie                  | 64 Polaków                                               |
| Warszawka                  | 20 Polaków                                               |
| Woronczyn                  | 13 Polaków                                               |
| Wólka Sadowska             | 80 Polaków                                               |
| Wysoka                     | 7 Polaków                                                |
| Zabara                     | 25 Polaków                                               |
| Zapust Kisieliński         | 14 Polaków                                               |
| Zaturce                    | 36 Polaków                                               |
| Zawały Las                 | 17 Polaków                                               |
| Zielona                    | 2 Polaków                                                |
| kolonia Żurawiec           | 29 Polaków                                               |
| wieś Żurawiec              | 10 Polaków                                               |

### gmina Podberezie
| Zbrodnie w miejscowościach | Ustalona (minimalna) liczba ofiar |
| -------------------------- | --------------------------------- |
| Bodiaczów                  | 20 Polaków                        |
| majątek Fusów              | Liczba ofiar nieznana             |
| wieś Fusów                 | Liczba ofiar nieznana             |
| Koziatyn                   | 17 Polaków                        |
| Kwasów                     | Liczba ofiar nieznana             |
| Laszki                     | Liczba ofiar nieznana             |
| Nowy Raczyn                | 1 Czech                           |
| Pieczychowsty              | Liczba ofiar nieznana             |
| kolonia Poluchno           | 40 Polaków                        |
| wieś Poluchno              | 49 Polaków                        |
| Strzelcze                  | 5 Polaków                         |
| Szpikłosy                  | Liczba ofiar nieznana             |
| Zagaje                     | 260 Polaków                       |

### gmina Skobełka
| Zbrodnie w miejscowościach                       | Ustalona (minimalna) liczba ofiar |
| ------------------------------------------------ | --------------------------------- |
| Chołoniów                                        | 1 Polak                           |
| Janina                                           | 8 Polaków                         |
| Kowbań                                           | 70 Polaków                        |
| Markowicze                                       | 20 Polaków                        |
| Nowosiółki Nowoczeskie i Nowosiółki Staroczeskie | 6 Czechów                         |
| Oszczów                                          | 25 Polaków, 5 Czechów             |
| Skobełka                                         | 1 Polak                           |
| Zwiniacze                                        | 4 Polaków                         |

### gmina Świniuchy
| Zbrodnie w miejscowościach | Ustalona (minimalna) liczba ofiar             |
| -------------------------- | --------------------------------------------- |
| Błudów                     | 15 Polaków                                    |
| Bubnów                     | 9 Polaków, 13 Ukraińców, 1 Żyd                |
| Kołpytów                   | 11 Ukraińców                                  |
| majątek Koniuchy           | 50 Polaków                                    |
| wieś Koniuchy              | 3 Polaków                                     |
| nadleśnictwo Korytnica     | 1 Polak                                       |
| wieś Korytnica             | 1 Polak                                       |
| Liniów                     | 87 Polaków                                    |
| Listopadówka               | 5 Polaków                                     |
| Piłsudczyzna               | 23 Polaków, 2 Żydów                           |
| Pustomyty                  | 50 Polaków                                    |
| Sienkiewicze               | Liczba ofiar nieznana                         |
| Świniuchy                  | 63 Polaków                                    |
| Tuliczów                   | 20 Polaków                                    |
| Watyniec                   | 9 Polaków, 8 osób z rodzin polsko-ukraińskich |
| Wojnin                     | 20 Polaków                                    |

### Zbrodnie w nieustalonych miejscach
W nieustalonych miejscach powiatu horochowskiego zginęło również co najmniej ok. 21 Polaków, 1 Rosjanin.

## Kierownictwo terenowe OUN-B w powiecie horochowskim
| Funkcja                         | Imię, nazwisko i pseudonim    | Okres działalności |
| ------------------------------- | ----------------------------- | ------------------ |
| referent kierownictwa krajowego | Walerian Bondarczuk "Horodij" | 1943               |
| przewodniczący okręgu           | Ołeksandr Buriak "Zaporożec"  | 1943               |
| przewodniczący okręgu           | Mychajło Bondarczuk "Stemyd"  | 1943               |
| przewodniczący okręgu           | Wołodymyr Łobaj "Wuliar"      | 1943               |
| przewodniczący okręgu           | Demian Czech "Zymnyj"         | 1944               |
| przewodniczący okręgu           | Jewhen Mańko "Jaszczur"       | 1945               |
| szef SB                         | Kłym Jaworśkyj "Orłyk"        | 1944               |